# Subergorgia patula
Subergorgia patula is een zachte koraalsoort uit de familie Subergorgiidae. De koraalsoort komt uit het geslacht Subergorgia. Subergorgia patula werd in 1786 voor het eerst wetenschappelijk beschreven door Ellis & Solander. 